# 散射长度
量子力学中的散射长度是用于描述低能散射的一个物理量，其定义为：
{\displaystyle \lim _{k\to 0}k\cot \delta (k)=-{\frac {1}{a}}}
其中的 {\displaystyle a} 为散射长度，{\displaystyle k} 为波数，{\displaystyle \delta (k)} 为散射后发出的球面波的相位差。
在中子散射理论中，若一中子被单一孤立的离子散射，其散射长度 {\displaystyle a} 被定义为使得中子的总散射截面 {\displaystyle \sigma } 等于 {\displaystyle 4\pi a^{2}}（由玻恩近似给出）的长度。在速度较低的情形下，散射是各向同性的，散射截面与粒子的能量无关。然而，在电子的散射中，这一结果只适用于1eV以下的情形；对于能量更高的电子，散射截面与能量的大小相关（即拉姆绍尔效应）。